# Паредес, Леандро
Леа́ндро Дание́ль Паре́дес (исп. Leandro Daniel Paredes; род. 29 июня 1994[…], Сан-Хусто, Буэнос-Айрес) — аргентинский футболист, полузащитник аргентинского клуба «Бока Хуниорс» и сборной Аргентины. Чемпион мира 2022 года.

## Биография
Родился в пригороде Буэнос-Айреса, как и другие мальчишки с детства гонял с мячом во дворе, а затем попал в одну из многочисленных школ футбольной столицы Аргентины. Выбор Паредеса пал на «Бока Хуниорс», в этой команде он находился с восьми лет, а уже в 16 лет был зачислен в основную команду и даже успел провести пару матчей в чемпионате страны.

## Клубная карьера

### «Бока Хуниорс»
Дебютировал в первой команде 6 ноября 2010 года в матче против «Архентинос Хуниорс», заменив Лукаса Вьятри за 7 минут до конца встречи. До достижения совершеннолетия проводил на поле считанные минуты. Тем не менее, он оказался в списке победителей «Торнео Апертура» в 2011 году.
С 2012 года Паредес закрепился в основе «Боки». 3 ноября в матче с «Сан-Лоренсо» полузащитник забил первый гол в своей профессиональной карьере. Позже по ходу этого матча Паредес забил и второй мяч, реализовав передачу Гильермо Фернандеса. В юности Лео предпочитал действовать ближе к атаке, в том числе потому, что одним из его любимых игроков был Хуан Роман Рикельме. От болельщиков «Боки» Паредес получил прозвище «Наследник» (исп. Heredero): они видели в молодом полузащитнике замену ветерану Рикельме. В 2011 году Паредес формально стал чемпионом Аргентины, но до второй половины 2012 года появлялся на поле лишь эпизодически. За три с небольшим года в «Боке» он провёл всего 28 матчей (пять голов), однако сумел привлечь внимание «Ромы». Римляне не смогли сразу купить аргентинца, так как исчерпали квоту на футболистов не из стран Евросоюза, поэтому в январе 2014 года провели сделку транзитом через «Кьево».
В составе «Боки» футболист становился чемпионом Аргентины и обладателем кубка страны.

#### Аренда в «Кьево»
За «летающих ослов» аргентинец сыграл только однажды: 4 мая по ходу матча с «Торино» он сменил на поле Сириля Теро
.

### «Рома»
В июле 2014 года полузащитник на правах аренды перешёл в «Рому» сроком на 18 месяцев с правом на выкуп контракта. Первый гол забил в ворота «Кальяри» в рамках 22 тура сезона 2014/15. Несмотря на малое количество проведённого на поле времени за «жёлто-красных» (423 минуты), «Рома» выкупила контракт у «Бока Хуниорс» за 4,5 миллиона евро.

#### Аренда в «Эмполи»
26 августа 2015 года был арендован «Эмполи» на один сезон. Первый гол забил в матче против «Удинезе». У тосканского клуба было трудное время: главный тренер Маурицио Сарри пошёл на повышение, вместе с ним команду покинули и важные игроки — Даниеле Ругани, Эльсеид Хюсай, Мирко Вальдифьори. Новый тренер «Эмполи» Марко Джампаоло не стал радикально менять систему игры: тосканцы по-прежнему действовали с ромбом в центре поля. Одной из главных фигур в такой формации стал Паредес. Леандро впервые за карьеру опустился в глубину — там аргентинец должен был заменить Вальдифьори, выполняя функции глубинного разыгрывающего.
На новой позиции Паредес адаптировался очень быстро. Атакующее прошлое позволяло Лео без особых проблем выходить из-под прессинга за счёт дриблинга, а благодаря прекрасному видению поля Паредес стал одним из лидеров серии А по количеству передач в финальную треть. Во второй половине сезона «Эмполи» одержал ряд домашних побед и сумел удержаться в элитном дивизионе. В сезоне 2015/16 Паредес впервые в карьере стал основным игроком своей команды (33 матча, два гола) и вернулся в Рим.

#### Возвращение из аренды

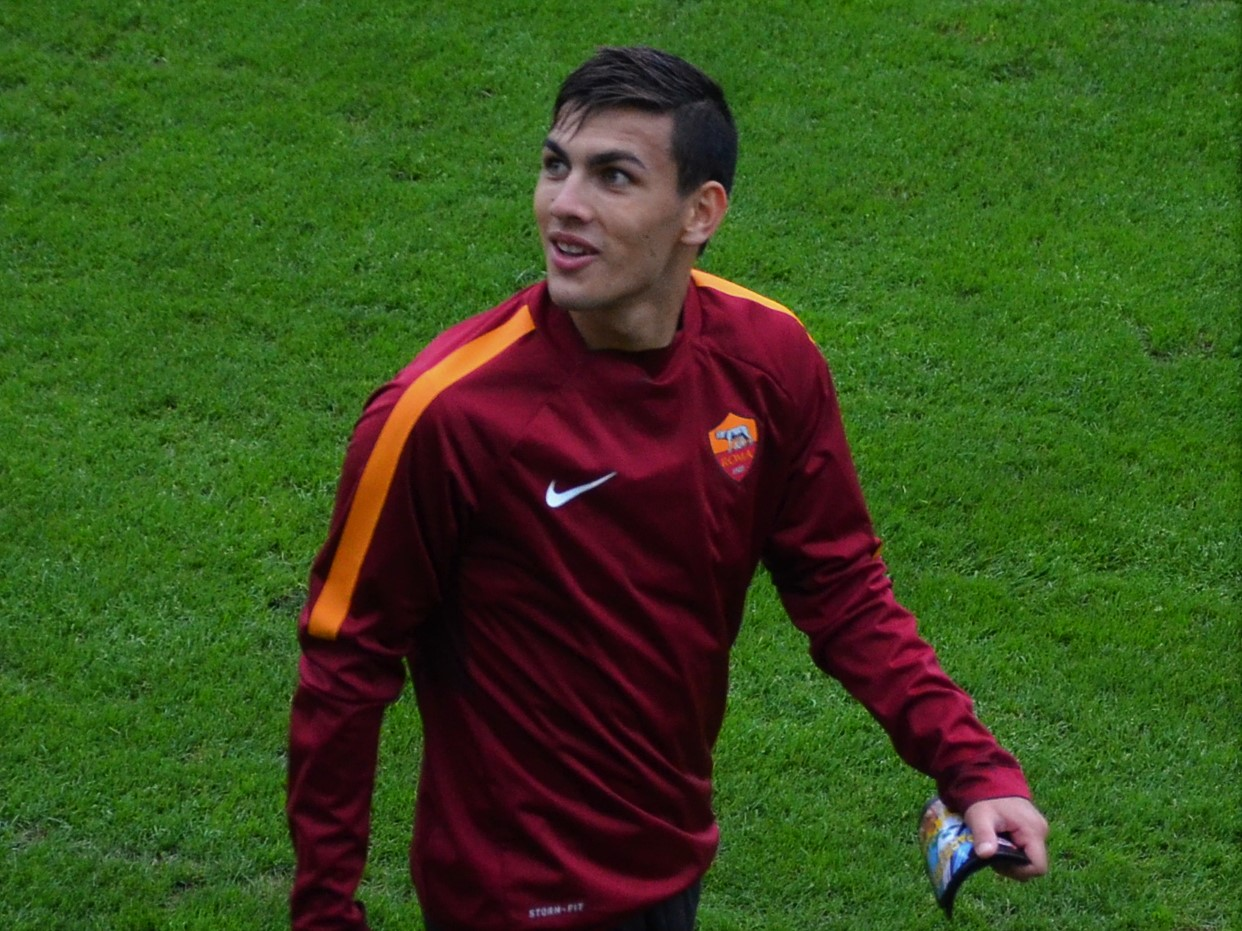
Паредес в составе «Ромы», 2014 год

28 июня 2016 года впервые стало известно, что Паредес может перебраться в «Зенит». Даже называлась сумма трансфера — 15 миллионов евро. В июле питерцы увеличили предложение до 20 млн и «Рома» якобы приняла предложение. Однако очень скоро агент и сам игрок дали понять, что перехода не будет:
«Могу с уверенностью сказать, что Паредеса не будет в «Зените», он туда не перейдет. Было ли конкретное предложение по нему от «Зенита»? Без комментариев. Леандро остается игроком «Ромы».
В сезоне 2016/17, как и обещал агент, Паредес остался в «Роме». Дебютировал в матче плей-офф Лиги чемпионов против «Порту». 23 октября забил свой первый гол — в ворота «Палермо» (4:1). В марте 2017 года Паредес стал штатным исполнителем стандартов в «Роме». Единственная голевая передача Лео в сезоне случилась как раз после подачи с углового — в матче с «Миланом» Эдин Джеко замкнул навес на ближней штанге. Под руководством Марко Джампаоло, «тосканцы» стали главной сенсацией первой половины итальянского сезона. Джампаоло использовал Паредеса в качестве плеймейкера перед обороной в схеме 4-3-1-2. Именно там в полной мере реализовались его навыки — видение поля, прекрасный средний пас, умение контролировать мяч и исполнять стандарты. Во второй половине сезона Паредес стал реже попадать в стартовый состав, а всего сыграл в 27 матчах, 12 раз выходя на замену. К концу сезона стало понятно, что Леандро не станет важным игроком команды при Ди Франческо. Слухи связывали его с «Атлетико» и «Ливерпулем», но конкретных предложений не поступало. В этот момент «Зенит» хотел провернуть двойную сделку, выложив 50 млн евро за Паредеса и Маноласа. «Рома» запросила 80 млн евро. Начались затяжные переговоры. В определённый момент казалось, что Манолас уже перебрался в «Зенит», а вот Паредес не хочет ехать в Россию. Но к концу июня все изменилось: Паредес успешно прошёл медицинское обследование и официально стал игроком питерского клуба. А вот Манолас так и остался в Италии.

### «Зенит»

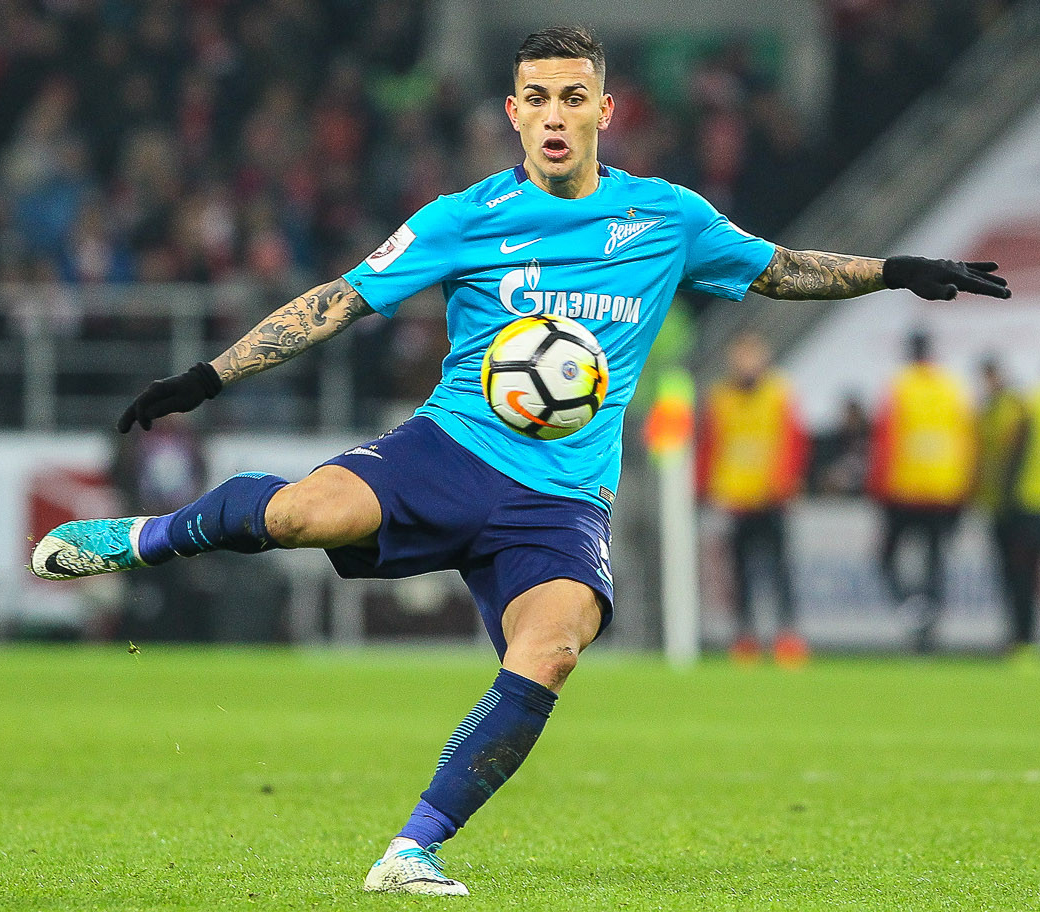
Паредес в составе «Зенита»

1 июля 2017 года подписал контракт с российским «Зенитом» Санкт-Петербург, соглашение было рассчитано на 4 года. Сумма трансфера — 23 млн евро, «Рома» также могла получить ещё до четырёх миллионов в качестве бонусов за удачные выступления. Дебютировал в матче против клуба «СКА-Хабаровск» в первом туре сезона 2017/18. 13 августа забил первый гол за клуб в ворота «Ахмата». В октябре был признан лучшим футболистом команды по итогам месяца. В этом месяце он забил и отдал голевую передачу в поединке против «Анжи» (2:2) и отметился ассистом в матче Лиги Европы против «Реал Сосьедада» (3:1). Интересно, что после его гола в ворота махачкалинской команды «Зенит» не мог забить на протяжении пяти матчей, повторив свой антирекорд в рамках российского первенства (384 минуты). И именно Паредес прервал эту серию, отметившись голом в противостоянии с «Тосно» (5:0) в марте. Зимой 2018 года «Зенит» мог выгодно продать Паредеса за 40 млн евро. На него претендовали ПСЖ и «Челси». Однако аргентинец остался в команде ещё на полтора сезона. Даже после увольнения Роберто Манчини он остался одним из лучших игроков команды. Фактически аргентинец брался как опорник, однако в «Зените» он все-таки был нацелен на атаку, часто не дорабатывая в обороне. Из-за этого регулярно критиковался фанатами. 22 апреля 2018 года в игре с «Арсеналом» забил гол прямым ударом с углового.
В мае Паредес заявил, что выбирает между «Реалом» и «Ювентусом». Известный спортивный комментатор Геннадий Орлов высказался о желании полузащитника перейти в европейский чемпионат:
«Посмотрим, кто интересуется Паредесом и кому он нужен. Я мало верю в то, что пишут наши информационные порталы. Да пусть он уезжает – это его личное желание. Если не хочет быть в «Зените», пусть уходит. Пока пользы от него немного. Леандро не оправдывает той зарплаты, которую получает. Я буду выбирать между «Ювентусом» и «Реалом». Ха-ха! Да скорее бы он ушел».
Игрок начал свой второй сезон в РПЛ, который также получился неоднозначным. Пришедший на тренерский мостик «сине-бело-голубых» Сергей Семак заставлял аргентинца отрабатывать в обороне. В августе «Зенит» устроил разгромы минского «Динамо» (8:1) и «Урала» из Екатеринбурга (4:1). Паредес забил по голу в каждом из матчей, а также умудрился получить красную карточку в противостоянии с динамовцами. 29 октября забил единственный мяч в матче против «Крыльев» и был признан лучшим игроком 12-го тура. 4 ноября был снова удален — на этот раз в матче с грозненским «Ахматом». В одном из заключительным поединков первой части чемпионата помог своей команде обыграть «Рубин», забив гол с пенальти. Этот матч оказался последним для Леандро. Всего за российский клуб провёл 61 матч, забил 10 голов и отдал 15 результативных передач.

### «Пари Сен-Жермен»
29 января 2019 года подписал контракт с «Пари Сен-Жермен», соглашение рассчитано до 30 июня 2023 года. Сумма трансфера составила по данным L’Équipe 47 миллионов евро. В Париж Паредес приехал на замену Адриану Рабьо, который поднял бунт и был отправлен во вторую команду. Дебютировал в матче Лиги 1 с «Лионом» (1:2). Парижане впервые в сезоне проиграли, 1:2. 6 февраля отыграл 120 минут кубкового матча против «Вильфранша», а 12 дебютировал в матче Лиги чемпионов против «Манчестер Юнайтед». Следующие два матча в Лиге 1 Паредес отыграл от первой до последней минуты, а парижане выиграли их с общим счетом 4:0.

#### Аренда в «Ювентус»
В августе 2022 года на правах аренды перешёл в итальянский «Ювентус». Дебютировал за клуб 3 сентября 2022 года в матче против «Фиорентины».

### Возвращение в «Рому»
16 августа 2023 года Паредес вернулся в «Рому» подписав с клубом двухлетний контракт. Сумма трансфера составила четыре миллиона евро. 19 августа в матче с «Салернитаной» он сыграл свой первый матч после возвращения, где отметился результативной передачей на Андреа Белотти на 82-й минуте встречи, что позволило римлянам добыть ничью 2:2.

## Карьера в сборной
19 мая 2017 года получил первый вызов в сборную Аргентины на товарищеский матч против Бразилии и Сингапура. Дебютировал в матче против сборной Сингапура (6:0) 13 июня, забил гол.
В мае 2018 года был включен в расширенный список сборной на чемпионат мира в России, но не попал в окончательную заявку.
21 мая 2019 года попал в окончательный список сборников и отправился на Кубок Америки 2019 года.
На чемпионате мира 2022 года в Катаре Паредес сыграл в матчах против Саудовской Аравии (1:2), Польши (2:0), Нидерландов (2:2, пен. 4-3) и Хорватии (3:0). В матче против Нидерландов реализовал один из послематчевых пенальти. Полуфинальный матч против Хорватии стал для Паредеса 50-м в составе сборной Аргентины.

## Достижения
«Бока Хуниорс»
- Чемпион Аргентины: Апертура 2011
- Обладатель Кубка Аргентины: 2011/12

«Пари Сен-Жермен»
- Чемпион Франции (3): 2018/19, 2019/20, 2021/22
- Обладатель Кубка французской лиги: 2019/20
- Обладатель Кубка Франции (2): 2019/20, 2020/21
- Обладатель Суперкубка Франции (3): 2019, 2020, 2022
- Финалист Лиги чемпионов УЕФА: 2019/20

Сборная Аргентины
- Чемпион мира: 2022
- Обладатель Кубка Америки (2): 2021, 2024

## Статистика

### Клубная
| Выступление      | Выступление      | Выступление      | Лига | Лига | Кубки | Кубки | Еврокубки | Еврокубки | Итого | Итого |
| Клуб             | Лига             | Сезон            | Игры | Голы | Игры  | Голы  | Игры      | Голы      | Игры  | Голы  |
| ---------------- | ---------------- | ---------------- | ---- | ---- | ----- | ----- | --------- | --------- | ----- | ----- |
| Бока Хуниорс     | Примера          | 2010/11          | 1    | 0    | —     | —     | —         | —         | 1     | 0     |
| Бока Хуниорс     | Примера          | 2011/12          | 3    | 0    | 1     | 0     | 0         | 0         | 4     | 0     |
| Бока Хуниорс     | Примера          | 2012/13          | 20   | 4    | 1     | 0     | 1         | 0         | 22    | 4     |
| Бока Хуниорс     | Примера          | 2013/14          | 4    | 1    | —     | —     | —         | —         | 4     | 1     |
| Бока Хуниорс     | Итого            | Итого            | 28   | 5    | 2     | 0     | 1         | 0         | 31    | 5     |
| Кьево            | Серия А          | → 2013/14        | 1    | 0    | 0     | 0     | —         | —         | 1     | 0     |
| Кьево            | Итого            | Итого            | 1    | 0    | 0     | 0     | —         | —         | 1     | 0     |
| Рома             | Серия А          | → 2014/15        | 10   | 1    | 2     | 0     | 1         | 1         | 13    | 2     |
| Рома             | Итого            | Итого            | 10   | 1    | 2     | 0     | 1         | 1         | 13    | 2     |
| Эмполи           | Серия А          | → 2015/16        | 33   | 2    | 0     | 0     | —         | —         | 33    | 2     |
| Эмполи           | Итого            | Итого            | 33   | 2    | 0     | 0     | —         | —         | 33    | 2     |
| Рома             | Серия А          | 2016/17          | 27   | 3    | 4     | 0     | 10        | 0         | 41    | 3     |
| Рома             | Итого            | Итого            | 27   | 3    | 4     | 0     | 10        | 0         | 41    | 3     |
| Зенит (СПб)      | Премьер-лига     | 2017/18          | 28   | 4    | 1     | 1     | 10        | 1         | 39    | 6     |
| Зенит (СПб)      | Премьер-лига     | 2018/19          | 15   | 3    | 0     | 0     | 7         | 1         | 22    | 4     |
| Зенит (СПб)      | Итого            | Итого            | 43   | 7    | 1     | 1     | 17        | 2         | 61    | 10    |
| Пари Сен-Жермен  | Лига 1           | 2018/19          | 16   | 0    | 4     | 0     | 2         | 0         | 22    | 0     |
| Пари Сен-Жермен  | Лига 1           | 2019/20          | 17   | 0    | 10    | 1     | 6         | 0         | 33    | 1     |
| Пари Сен-Жермен  | Лига 1           | 2020/21          | 21   | 1    | 7     | 0     | 8         | 0         | 36    | 1     |
| Пари Сен-Жермен  | Лига 1           | 2021/22          | 15   | 1    | 2     | 0     | 5         | 0         | 22    | 1     |
| Пари Сен-Жермен  | Лига 1           | 2022/23          | 3    | 0    | 1     | 0     | 0         | 0         | 4     | 0     |
| Пари Сен-Жермен  | Итого            | Итого            | 72   | 2    | 24    | 1     | 21        | 0         | 117   | 3     |
| Ювентус          | Серия А          | → 2022/23        | 25   | 1    | 2     | 0     | 8         | 0         | 35    | 1     |
| Ювентус          | Итого            | Итого            | 25   | 1    | 2     | 0     | 8         | 0         | 35    | 1     |
| Рома             | Серия А          | 2023/24          | 34   | 3    | 2     | 0     | 13        | 2         | 49    | 5     |
| Рома             | Серия А          | 2024/25          | 22   | 3    | 2     | 0     | 8         | 1         | 32    | 4     |
| Рома             | Итого            | Итого            | 56   | 6    | 4     | 0     | 21        | 3         | 81    | 9     |
| Бока Хуниорс     | Примера          | 2025             | 0    | 0    | 0     | 0     | —         | —         | 0     | 0     |
| Бока Хуниорс     | Итого            | Итого            | 0    | 0    | 0     | 0     | 0         | 0         | 0     | 0     |
| Всего за карьеру | Всего за карьеру | Всего за карьеру | 295  | 27   | 39    | 2     | 79        | 6         | 413   | 35    |

### Сборная
| Матчи Паредеса за сборную Аргентины | Матчи Паредеса за сборную Аргентины | Матчи Паредеса за сборную Аргентины | Матчи Паредеса за сборную Аргентины | Матчи Паредеса за сборную Аргентины | Матчи Паредеса за сборную Аргентины | Матчи Паредеса за сборную Аргентины |
| №                                   | Дата                                | Оппонент                            | Счёт                                | Голы Паредеса                       | Соревнование                        |                                     |
| ----------------------------------- | ----------------------------------- | ----------------------------------- | ----------------------------------- | ----------------------------------- | ----------------------------------- | ----------------------------------- |
| 1                                   | 13 июня 2017                        | Сингапур                            | 6:0                                 | 1                                   | Товарищеский матч                   |                                     |
| 2                                   | 11 октября 2017                     | Эквадор                             | 3:1                                 | 0                                   | Отборочные матчи ЧМ-2018            |                                     |
| 3                                   | 23 марта 2018                       | Италия                              | 2:0                                 | 0                                   | Товарищеский матч                   |                                     |
| 4                                   | 8 сентября 2018                     | Гватемала                           | 3:0                                 | 0                                   | Товарищеский матч                   |                                     |
| 5                                   | 12 сентября 2018                    | Колумбия                            | 0:0                                 | 0                                   | Товарищеский матч                   |                                     |
| 6                                   | 11 октября 2018                     | Ирак                                | 4:0                                 | 0                                   | Товарищеский матч                   |                                     |
| 7                                   | 16 октября 2018                     | Бразилия                            | 0:1                                 | 0                                   | Товарищеский матч                   |                                     |
| 8                                   | 17 ноября 2018                      | Мексика                             | 2:0                                 | 0                                   | Товарищеский матч                   |                                     |
| 9                                   | 21 ноября 2018                      | Мексика                             | 2:0                                 | 0                                   | Товарищеский матч                   |                                     |
| 10                                  | 22 марта 2019                       | Венесуэла                           | 1:3                                 | 0                                   | Товарищеский матч                   |                                     |
| 11                                  | 26 марта 2019                       | Марокко                             | 1:0                                 | 0                                   | Товарищеский матч                   |                                     |
| 12                                  | 8 июня 2019                         | Никарагуа                           | 5:1                                 | 0                                   | Товарищеский матч                   |                                     |
| 13                                  | 16 июня 2019                        | Колумбия                            | 0:2                                 | 0                                   | Кубок Америки 2019                  |                                     |
| 14                                  | 20 июня 2019                        | Парагвай                            | 1:1                                 | 0                                   | Кубок Америки 2019                  |                                     |
| 15                                  | 23 июня 2019                        | Катар                               | 2:0                                 | 0                                   | Кубок Америки 2019                  |                                     |
| 16                                  | 28 июня 2019                        | Венесуэла                           | 2:0                                 | 0                                   | Кубок Америки 2019                  |                                     |
| 17                                  | 3 июля 2019                         | Бразилия                            | 0:2                                 | 0                                   | Кубок Америки 2019                  |                                     |

Итого: 17 матчей / 1 гол; 11 побед, 2 ничьи, 4 поражения.